# 旧温莎
旧温莎是伯克郡溫莎-美登赫管理区的一个村庄和民政教區，村庄东侧为泰晤士河，西侧为温莎大公园。